# Ernest-Antoine Seillière
Pour les articles homonymes, voir Ernest Seillière et Laborde.
Pour les autres membres de la famille, voir Famille Seillière.
Ernest-Antoine Seillière (parfois appelé le baron Seillière) est un haut fonctionnaire français et un héritier de la société d'investissement Wendel, né le 20 décembre 1937 à Neuilly-sur-Seine (alors dans le département de la Seine).
De 1998 à 2005, il est président de la principale organisation patronale française, le Conseil national du patronat français (CNPF) — devenu sous sa présidence le Mouvement des entreprises de France (Medef).
En 2012, il est mis en examen dans une affaire de fraude fiscale instruite par le parquet national financier, pour laquelle il est condamné en 2022.

## Biographie

### Origines et famille

#### Origines
Ernest-Antoine Seillière de Laborde porte, comme ses père et grand-père, un titre de baron romain (ne pas confondre noblesse pontificale et noblesse romaine).
En effet, la famille Seillière comprend deux branches : 
- celle (cadette) des barons d'Empire français (par lettres patentes de l'empereur Napoléon Ier du 2 janvier 1814[3], confirmés en 1843), propriétaires de la banque Seillière-Demachy[4], éteinte en la personne de François Alexandre (1849-1932), 5e baron Seillière ;
- celle (aînée) des barons romains (par bref du pape Léon XIII en date du 17 septembre 1885) — dont Ernest-Antoine Seillière est l'actuel chef, membre de la Réunion de la noblesse pontificale[5][source insuffisante] — ; le nom « Laborde » (nom de famille de la bisaïeule d'Ernest-Antoine et mère du premier baron romain) a été adjoint au patronyme « Seillière » en application de la loi du 11 germinal an XI (1er avril 1803) par l'autorité administrative (décret pris en Conseil d'État)[Quand ?], procédure de changement de nom.

Ernest-Antoine Seillière de Laborde est le fils de Jean Seillière de Laborde et de Renée de Wendel (fille de Maurice de Wendel). Il a notamment pour ancêtre paternel Alexandre de Laborde, député de la Seine et principal opposant à la conquête d’Alger en 1830. Il est, par sa mère, le descendant et l’un des héritiers de François de Wendel, le descendant aussi du banquier franco-genevois Georges-Tobie de Thellusson. Par sa grand-mère paternelle Germaine Demachy (épouse d’Ernest Seillière), il descend encore de Cerf Beer, de Salomon Oppenheim et d'Auguste Ratisbonne.

#### Vie privée
Marié à Antoinette Barbey, fille de banquier suisse et arrière-petite-fille de William Barbey, Ernest-Antoine Seillière est père de cinq enfants (trois filles et deux fils).
Sa fille Noémie a épousé Charles de Yturbe, fils de Philippe de Yturbe, propriétaire du château de Montgraham, et neveu de Jean de Yturbe, propriétaire du château d'Anet ; ce mariage a été célébré au château d'Ognon, demeure familiale d'Ernest-Antoine Seillière.
Sa fille Joséphine, épouse Missoffe, est engagée en politique, députée depuis octobre 2024.

### Formation et première partie de carrière dans l’administration
Ernest-Antoine Seillière est diplômé de l'Institut d'études politiques de Paris (1958), licencié en droit et ancien élève de l'École nationale d'administration (1964-1965). Il effectue son service militaire en Algérie comme sous-lieutenant affecté au 2e spahis d'Oran. Après le cessez-le-feu, Christian Fouchet, nommé haut-commissaire en Algérie et proche de Charles Morazé, fait de Seillière son chef de cabinet. Cette nouvelle affectation va durer jusqu'à l'indépendance. Seillière travaille également avec Georges Buis, alors colonel et directeur du cabinet militaire de Fouchet, pendant la période de transition (force locale[Quoi ?] et exécutif provisoire algérien).
À partir de 1964, il travaille trois ans au Quai d'Orsay dans le même bureau que Lionel Jospin. Il figure entre 1969 et 1973 dans les cabinets ministériels de Jacques Chaban-Delmas, Pierre Messmer, Maurice Schumann, Robert Galley.
En 1974, il prend une année sabbatique aux États-Unis. En 1975, il est diplômé de l'université Harvard.

### Patron de CGIP, devenu Wendel
Ernest-Antoine Seillière exerce d'abord des fonctions dirigeantes au sein du groupe de la famille Wendel, à laquelle il appartient. Il préside ainsi la CGIP, holding regroupant la fortune de la famille, rebaptisée Wendel Investissement en 2003, puis Wendel en 2007. Il quitte la présidence de Wendel en mars 2013.
À son arrivée chez Wendel en 1978, le groupe est sur le déclin, les derniers sites sidérurgiques ayant été nationalisés par le gouvernement de Raymond Barre. Il souhaite alors réorienter Wendel vers une transformation en fonds d'investissement à l'anglo-saxonne, alors qu'il ne possède plus que des participations financières diverses. Sous sa direction, le groupe finance les débuts de Capgemini, Afflelou, Valeo ou encore bioMérieux. En 2001, occupé par sa fonction de dirigeant du MEDEF, il confie la gestion du groupe à Jean-Bernard Lafonta, qui poursuit ce projet en multipliant les LBO — « achats à effet de levier », qui permettent de prendre le contrôle d'un groupe en empruntant 80 % du prix conclu puis en utilisant les bénéfices pour rembourser le prêt initial. En 2007, leur projet de prise de contrôle de Saint-Gobain se solde par un échec.

#### Affaire Wendel
Alors président non exécutif de Wendel, Ernest-Antoine Seillière participe à un montage financier baptisé « Solfur », commencé en 2004 et achevé en 2007, lui permettant de recevoir 83 millions d'euros d'actions de son groupe. Sa cousine, Sophie Boegner, conteste les conditions d’approbation de ce montage et dénonce un non-respect de l’égalité de traitement entre actionnaires qui aurait lésé les intérêts financiers de la famille Wendel. Elle porte plainte pour abus de biens sociaux contre son cousin, la part de la famille Wendel (via sa société SLPS) dans le groupe étant tombée de 55 % en 2002 à 34 % après Solfur. La plainte est classée sans suite en 2008.
En parallèle, Sophie Boegner sollicite en octobre 2010 l’appui de Jérôme Cahuzac, président de la commission des finances de l’Assemblée nationale, qui presse l’État de porter plainte pour fraude fiscale contre les dirigeants de Wendel. En juin 2012, Bercy porte plainte pour fraude fiscale contre Ernest-Antoine Seillière, conduisant à sa mise en examen dans le cadre d'une instruction judiciaire pour fraude fiscale en 2012,,,,,.
Il est également poursuivi par Christine Dutreil, ex-directrice de sa communication et épouse de Renaud Dutreil, qui lui réclame 3,9 millions d'euros pour avoir été, selon elle, ruinée dans un plan d'investissement (Christine Dutreil retire sa plainte en 2014[réf. nécessaire]). Arnaud Desclèves, ancien directeur juridique du groupe, dépose également plainte contre lui pour délit d'initié.
Le 2 novembre 2015, le parquet national financier requiert le renvoi de Seillière en correctionnelle pour fraude fiscale. Selon les enquêteurs, le programme d'intéressement ayant donné lieu à l'attribution de 315 millions d’euros d’actions — pour un investissement de 996 000 euros —, à Seillière, à Lafonta et à treize autres dirigeants ou cadres de Wendel, a eu pour objet de soustraire plusieurs dizaines de millions d’euros à l’impôt. En décembre 2016, le parquet national financier et les juges d'instruction renvoient en procès pour fraude fiscale les quinze dirigeants ou cadres de Wendel.
En septembre 2021, la banque JP Morgan Chase, qui a traité le montage Solfur, et bien qu'elle n'en ait pas elle-même tiré un avantage fiscal, accepte de payer 25 millions d'euros en signant une convention judiciaire d’intérêt public avec le parquet national financier, pour éviter un procès en complicité de fraude fiscale. Le procès des dirigeants de Wendel mis en cause se tient en janvier-février 2022.
Ernest-Antoine Sellière est condamné en avril 2022 à trois ans de prison avec sursis et 37 500 euros d’amende.

### Président du MEDEF
Ernest-Antoine Seillière prend ensuite des responsabilités au sein du monde patronal. Vice-président du Conseil national du patronat français (CNPF) et membre du Conseil exécutif de l'organisation patronale de 1988 à 1997, Ernest-Antoine Seillière en préside également la commission économique de 1988 à 1994.
Le 13 octobre 1997, le président du CNPF Jean Gandois annonce sa démission de la direction de l'organisation patronale. Il estime avoir été « berné » par le gouvernement en raison de l'annonce par celui-ci de la réforme des 35 heures, auquel il est lui-même opposé. Il appelle « un patron de combat » à lui succéder pour mener la fronde contre le gouvernement. Ernest-Antoine Seillière lui succède en décembre 1997 après avoir fait campagne pour son élection sur l'opposition à la réforme et recueilli 82 % des suffrages,.
À la tête de l'organisation patronale, Ernest-Antoine Seillière affiche une position intransigeante vis-à-vis du gouvernement,. En mars 1998, il demande au Premier Ministre Lionel Jospin un délai pour appliquer la réforme jusqu'en 2002.
C'est sous sa direction que le syndicat patronal, qu'il anime alors avec Denis Kessler, change de nom pour devenir le Mouvement des entreprises de France (Medef) le 27 octobre 1998. Il se retire après en avoir assuré la présidence durant sept années. Laurence Parisot lui succède le 5 juillet 2005.
De 2005 à 2009, Ernest-Antoine Seillière a été président de l'Union des confédérations des industries et des employeurs d'Europe (UNICE) (rebaptisée « BusinessEurope » en janvier 2007), la fédération des entreprises européennes, basée à Bruxelles.

### Autres
Ernest-Antoine Seillière fut membre du comité de direction du groupe Bilderberg. Il est membre du club « Le Siècle ».

## Décorations
- Commandeur de la Légion d'honneur[31]
- Officier de l'ordre national du Mérite[6]

## Publications
En 2012, Ernest-Antoine Seillière a publié ses mémoires dans un livre qui porte le titre d'une chanson écrite par Boris Vian : On n'est pas là pour se faire engueuler,. Il y défend la thèse qu'il n'y a pas d'alternative au capitalisme et que l'avenir de la France passe par l'Europe et la mondialisation.